# Joseph Day
Joseph Day (né en 1855 à Londres et mort en 1946) est un ingénieur anglais ayant inventé le moteur à essence à deux temps carter-compression.
Il mit en application un nouveau mécanisme de « compresseur sans soupapes » breveté par Edmund Edwards et le fit connaître. Dès 1889, il travaillait à un projet de moteur qui contournerait les brevets déposés par Otto pour le moteur quatre-temps et qu'il appela finalement le « moteur deux-temps sans soupape. » Il comportait en fait deux valves : l'une à l'admission (les moteurs deux-temps actuels utilisent plutôt à cet endroit une valve lamellaire), l'autre dans la couronne du piston, faute d'avoir pensé à des évents d'échange. Il fabriqua 250 de ces moteurs, les adaptant à toutes sortes de génératrices électriques, et obtint un prix à l’International Electrical Exhibition de 1892.
Ce fut l'un de ses  ouvriers, Frederick Cock, qui adapta la jupe du piston pour contrôler l'admission et supprimer entièrement les soupapes, donnant naissance au piston classique des moteurs à deux-temps. Seuls deux exemplaires de ces moteurs ont survécu: l'un est exposé au Deutsches Museum de Munich, l'autre au Science Museum de Londres.